# Amerykańskie Towarzystwo Psychologiczne
Amerykańskie Towarzystwo Psychologiczne, APA (ang. American Psychological Association) – największe stowarzyszenie naukowe i zawodowe psychologów w Stanach Zjednoczonych, liczące około 117 tysięcy osób (naukowców, praktyków, a także członków studenckich), przy około 106 tysiącach licencjonowanych psychologów aktywnych w tym kraju. W 2017 towarzystwo dzieliło się na 54 sekcje poświęcone szczegółowym obszarom i aspektom psychologii oraz dysponowało rocznym budżetem około 120 milionów dolarów.
Towarzystwo jest wydawcą książek i około 80 czasopism naukowych, prowadzi bazy danych publikacji psychologicznych (np. PsycINFO), wyznacza standardy piśmiennictwa naukowego (układu dokumentów, cytowania itp.) w tej dziedzinie (tzw. styl APA) oraz rozpowszechnia kodeks etyki zawodowej.

## Historia
Towarzystwo powstało w 8 lipca 1892 na Uniwersytecie Clarka. W tym czasie psychologia była młodą nauką i w Stanach Zjednoczonych reprezentowało ją jedynie 19 ośrodków badawczych, dwa anglojęzyczne czasopisma (prowadzone przez G. Stanleya Halla) i dwa podręczniki (m.in. Williama Jamesa). Organizatorem i pierwszym prezesem APA był G. Stanley Hall; w późniejszych latach stanowisko to obejmowali William James, John Dewey, Edward Thorndike, John Watson, Carl Rogers, Lee Cronbach, Paul Meehl, Abraham Maslow, Albert Bandura, Robert Sternberg. Towarzystwo miało początkowo charakter ściśle naukowy i przez całą historię istnienia badacze akademiccy odgrywali w nim główną rolę. Jest obecnie zrzeszone z wieloma regionalnymi i międzynarodowymi organizacjami zawodowymi. 
Sekcje towarzystwa opublikowały liczne stanowiska, ekspertyzy sądowe i raporty z obszarów, którymi się zajmują, opisując etykę zawodową i stan wiedzy naukowej na temat homoseksualizmu i terapii konwersyjnej, seksualizacji dziewcząt, czy stosowania tortur przy przesłuchaniach.